# Escut antic de Llesp
Antic escut municipal de Llesp, a l'Alta Ribagorça. Perdé vigència el 1970, amb la incorporació d'aquest antic terme municipal en el del Pont de Suert.

## Descripció heràldica
D'or, un ocell parat, dels seus colors.